# Cluburlaub

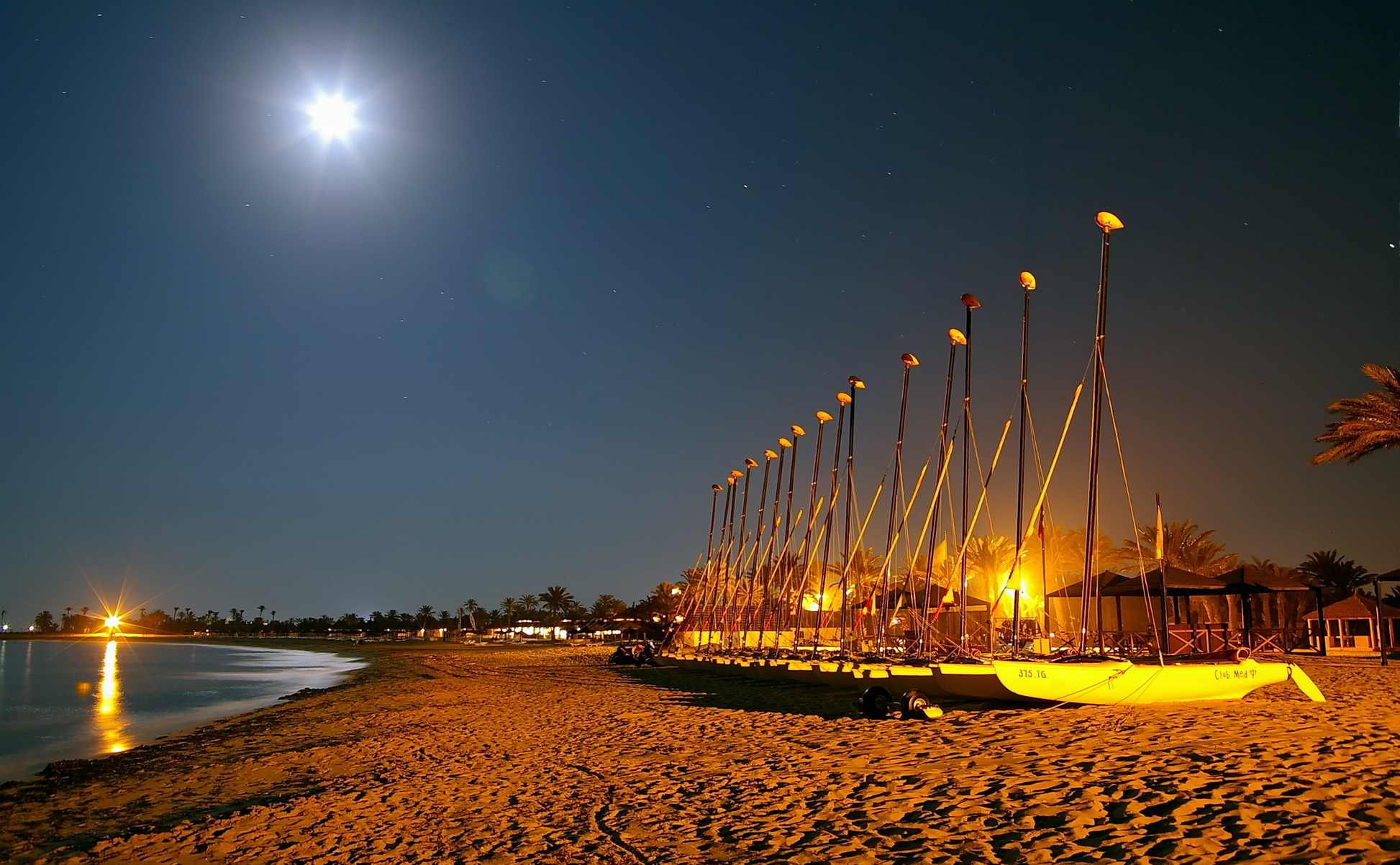
Strand eines Club Med auf Djerba bei Nacht

Als Cluburlaub wird eine besondere Form von Urlaub bezeichnet, in der sich die Urlauber überwiegend in einer räumlich von der Umgebung abgetrennten Ferienanlage aufhalten. In der Regel gibt es für den gesamten Tagesablauf der Clubgäste spezielle Freizeitangebote. Für die Unterhaltung der Gäste sorgen Animateure. In der Regel werden Sport, Fitness, Wellness, Hobbykurse, Unterhaltung und Kinderbetreuung angeboten. Sogenannte Abendshows gestalten die Animateure mit Gesang, Sketchen, Quiz usw.

## Geschichte
Die Erfindung des Cluburlaubs wird dem belgischen Unternehmer Gérard Blitz zugeschrieben, der 1950 auf Mallorca ein Zeltdorf am Strand von Alcúdia errichtete und sich dort nicht nur um die Unterbringung seiner Gäste, sondern auch um deren Freizeitgestaltung kümmerte. Aus diesem Konzept, dem Blitz den Namen Le Club gegeben hatte, entwickelte sich einige Jahre später in Zusammenarbeit mit dem Franzosen Gilbert Trigano der Club Méditerranée. Der Cluburlaub-Anbieter Aldiana wurde 1973 mit der Eröffnung der ersten Anlage im Senegal gegründet. Später etablierten sich weitere Anbieter, die diese Idee aufgriffen. Die Möglichkeit zur Nacktheit war meist Teil der Clubkonzepte, zu Mahlzeiten wurde teils als le minimum nur ein Pareo als um die Hüfte geschlungenes Tuch verlangt. Noch 1982 warb Aldiana auch mit der Möglichkeit zur Nacktheit.
Heute zählt Aldiana, neben dem Club Med und dem Robinson Club, zu den drei großen europäischen Anbietern.

## Besonderheiten
Es gibt spezielle Clubanlagen für Familien mit Kindern, in denen eine Kinderbetreuung unterteilt nach Altersgruppen angeboten wird. Sportlich orientierte Clubanlagen bieten den aktiven Gästen von Beach-Volleyball über Wassergymnastik und Fitnessräumen viele Arten des Sports an. Je nach Schwerpunkt gibt es ausgebildete Sportlehrer für beispielsweise Tennis, Fußball etc. Weiterhin gibt es sogenannte Clubschiffe, Clubs mit Schwerpunkten auf bestimmte Sportarten (beispielsweise Golf).

## Probleme
Bei den sogenannten All-inclusive-Clubanlagen sind für Reisende häufig Getränke, Sportaktivitäten, Animation und Abendunterhaltung im Reisepreis inbegriffen. Der All-inclusive-Tourismus bringt dem Umland selbst häufig wirtschaftliche Nachteile. Oft „stirbt“ im Umland dieser Clubanlagen die Infrastruktur ab, da die Gäste ihren Club kaum mehr verlassen. Kneipen, Restaurants oder Souvenirläden müssen schließen.

## Einzelne Clubhotels
Die Clubs unterscheiden sich insbesondere durch den Preis und damit auch die Qualität und Umfang des Angebots. So liegen beispielsweise Club Méditerranée, Robinson und Aldiana im oberen Preissegment, während Alltoura und 1-2-Fly-Fun-Clubs deutlich preisgünstiger sind. Im Folgenden eine Auflistung der bekanntesten Clubketten; neben diesen gibt es auch noch Clubschiffe sowie kleinere Ketten.
- Club Med (früher Club Méditerranée)

Hauptsächlich frankophon, aber auch Clubdörfer mit deutschsprachiger Betreuung. Die größte aller Clubketten mit über 100 Dörfern auf allen 5 Kontinenten. Das Angebot reicht von Hüttendörfern bis hin zu 5-Sterne-Häusern, alle im oberen Preissegment.
- Robinson Club

Der Marktführer in Deutschland. Tochterunternehmen der TUI. Mehr als 20 Anlagen, vorwiegend im Mittelmeerraum; fast ausschließlich deutschsprachig. Erste Clubanlage war Jandía Playa, eröffnet 1972 in Fuerteventura. Zum überwiegenden Teil 4-5 Sterne-Segment.
- Aldiana (früher Club Aldiana)

Ebenfalls ein deutschsprachiger Club; außer in Österreich und auf Gran Canaria werden alle Anlagen auf all-inclusive-Basis geführt. Vertrieb derzeit noch über Thomas Cook; ein eigener Vertrieb wird derzeit aufgebaut. Erste Anlage 1973 im Senegal. 2005 Verkauf von 75,1 % der Unternehmensanteile an einen spanischen Investor. 10 Anlagen vorwiegend im Mittelmeerraum, alle bieten mindestens einen 4-Sterne-Standard.
- Club Valtur

Italienische Clubkette mit entsprechendem Angebot. Anlagen zum großen Teil in Italien, aber auch im restlichen Mittelmeerraum und in der Karibik.
- Magic Life

Ebenfalls Tochter der TUI, liegt sowohl preislich als auch vom Angebot her zwischen Robinson und 1-2-Fly-Fun Clubs. Meist sehr große Anlagen vorwiegend in der Türkei und Tunesien.
- CLUB CALIMERA (früher Calimera Aktivhotels)

DER Touristik Hotels & Investments

Zusammen mit den PrimaSol-Hotels & lti-hotels ein Clubprodukt der Rewe Touristik. Überwiegend deutsche Gäste und in allen Anlagen all-inclusive-Angebot. Alle Häuser bieten 4-5 Sterne-Komfort. Preislich unter Aldiana und Robinson.
- Club Alltoura

Clubprodukt der Alltours Flugreisen, rein deutschsprachig. Seit Sommer 2005 durchgehend mind. 4 Sterne-Komfort, all-inclusive wird immer angeboten, teilweise auch Halbpension. Fast 20 Anlagen im Mittelmeerraum und den Kanaren. Kein einheitliches Management der einzelnen Clubs.
- Holiday Club

Gehört ebenfalls zu Alltours Flugreisen und ist vom gesamten Angebot sehr auf Familien spezialisiert. Clubs im 3-5 Sterne-Bereich, all-inclusive. Sehr preisgünstig, jedoch schwankt die Qualität stark zwischen den einzelnen Anlagen, da kein einheitliches Management.
- 1-2-Fly-Fun-Clubs

Tochter der TUI, ebenfalls rein deutschsprachig und all-inclusive. Viele Anlagen, alle in Europa/Nordafrika; preislich und qualitativ sehr unterschiedlich, da auch hier kein einheitliches Management. Alternative zu den teuren Clubs vor allem für Familien mit Kindern.
- AIDA

Eine besondere Variante des Cluburlaubs ist der Urlaub auf einem Clubschiff. Zur Flotte der AIDA Cruises gehören mehrere Clubschiffe mit zusammen einer halben Million Fahrgäste im Jahr. Zählt als Tochter der Costa Crociere S.p.A. zur britisch-amerikanischen Carnival Corporation & plc.

## Film und Fernsehen
- Club Las Piranjas, Fernsehfilm von Ulli Baumann, Deutschland 1995
- Poppitz, Kinofilm von Harald Sicheritz, Österreich 2002
- Willkommen im Club – Kulturgeschichte in Badehosen, Dokumentarfilm von Ute Casper, Deutschland 2013
- Club Las Piranjas, Fernsehserie von Sven Unterwaldt, Deutschland 2023